# 悦绾
悦绾（？—368年），十六国时期前燕大臣。
悦绾开始为榼卢城大人。339年，后赵石虎派李农、张举攻凡城，慕容皝派悦绾凭城坚守，二十日赵军退兵。冉闵灭后赵，悦绾奉命率兵援石祗，率三万军与石琨等破冉闵军。以功迁前将军，后拜安西将军。光寿二年（358年），并州壁垒百余降于前燕，慕容儁派悦绾为安西将军、领护匈奴中郎将、并州刺史安抚。慕容暐在位时，迁尚书左仆射。太傅慕容评执政，政治腐败，人户隐匿现象十分严重，官僚贵族大肆占有土地与荫户，政府财政收入深受影响，削弱了前燕的经济、军事实力。建熙九年（368年），悦绾上疏建议搜括荫户，尽还郡县。慕容暐接受悦绾的建议，下令“一切罢断诸荫户，尽还郡县”。委任悦绾主持搜括荫户，得户二十余万。引起慕容贵族不满，为慕容评暗杀。